# 靈寶經
《靈寶經》是道教的經典，據稱共有32卷降世，於六朝前期成書，構成道藏的「洞玄」部，當中後世最為重視的是《度人經》。

## 成書
首部《靈寶經》約於孫吳時成書，有「正機」、「平衡」、「飛龜授袟」三篇，講論仙術。東晉初年，南渡的天師道道士擴寫舊有《靈寶經》，撰成《靈寶五符》。東晉末年，397-402年間，葛巢甫等道士列出天宮中靈寶經36卷的經目，葛巢甫等人撰造其中的21卷，加上既有的《靈寶五符》，以及託為葛玄所受的靈寶經共11卷，當時傳世的靈寶經合共有32卷。劉宋時，437年，陸修靜《靈寶經目》著錄靈寶經，32卷析為35卷。陸修靜後來把靈寶經與上清經、三皇文合編為「三洞」經書，構成道藏雛形。

## 出世傳說
東晉末年的靈寶經稱，靈寶經本是「秘篆文」，世人不能通曉。元始天尊令天真皇人把篆字轉寫成隸書。傳說東吳時，道士葛玄在會稽上虞山精思念道，得到徐來勒、鬱羅翹、光妙音、真定光及張道陵五位真人垂降，授予靈寶經。葛玄把靈寶經傳授鄭隱，鄭隱傳授葛洪，葛洪再輾轉傳授給葛巢甫，葛巢甫傳授予任延慶與徐靈期，大行於世。

## 篇目及分類
葛巢甫等人列出天宮中靈寶經36卷，經目如下，其中21卷葛巢甫等人已撰造，後世學者稱之為「元始系」靈寶經：
- 1-2：《真文赤書》2卷（即今《正統道藏》中《元始五老赤書玉篇真文天書經》）
- 3：《玉訣》1卷（劉宋時析為2卷，今本《太上洞玄靈寶赤書玉訣妙經》）
- 4-5：《大小劫》2卷（未出）
- 6：《天地運度》1卷（未出）
- 7：《空洞靈章》1卷（今佚，殘篇見敦煌抄本）
- 8：《昇玄步虛章》1卷（今本《洞玄靈寶玉京山步虛經》）
- 9：《九天生神章》1卷（今本《洞玄靈寶自然九天生神章經》）
- 10：《自然五稱文》1卷（今本《太上無極大道自然真一五稱符上經》）
- 11：《諸天內音玉字》1卷（劉宋時析為2卷，今本《太上洞玄靈寶諸天內音自然玉字》）
- 12：《八威召龍經》1卷（未出）
- 13-15：《智慧上品》3卷（一卷未出，已出者今本《太上洞玄靈寶智慧罪根上品大戒經》）
- 16：《智慧上品大戒》1卷（今本《太上洞真智慧上品大誡》）
- 17-18：《威儀自然》2卷（今本《太玄靈寶玉籙簡文三元威儀自然真經》及《洞玄靈寶長夜之府九幽玉匱明真科》）
- 19：《智慧定志通微》1卷（今本《太上洞玄靈寶智慧定志通微經》）
- 20：《本業上品》1卷（今本《太上洞玄靈寶誡業本行上品妙經》）
- 21：《法輪罪福》1卷（今本分為《太上洞玄靈寶真一勸誡法輪妙經》、《太上玄一真人說勸誡法輪妙經》、《太上玄一真人說三途五苦勸誡經》、《太上玄一真人說妙通轉神入定經》4篇）
- 22：《無量度人上品》1卷（今本《靈寶無量度人上品妙經》卷1）
- 23：《諸天靈書度命經》1卷（今本《太上諸天靈書度命妙經》）
- 24：《滅度五煉》1卷（今本《太上洞玄靈寶滅度五煉生尸妙經》）
- 25：《三元品戒》1卷（今本《太上洞玄靈寶三元品戒功德輕重經》）
- 26：《宿命因緣》1卷（未出）
- 27-29：《眾聖難》3卷（未出）
- 30：《導引⎕⎕⎕星》1卷（未出）
- 31：《二十四生圖》1卷（今本《洞玄靈寶二十四生圖經》）
- 32-33：《飛行三界通微內思》2卷（未出）
- 34：《藥品》1卷（未出）
- 35：《芝品》1卷（未出）
- 36：《變化空洞》1卷（未出）

東晉末年流傳的靈寶經尚有以下11卷，後世學者稱之為「仙公系」靈寶經：
- 1．《太上洞玄靈寶天文五符經序》1卷（今本《太上靈寶五符序》）
- 2．《太上玉經太極隱注寶經訣》1卷（今本《上清太極隱注玉經寶訣》）
- 3．《太上洞玄靈寶真文要解上卷》1卷（今本《太上洞玄靈寶真文要解上經》）
- 4．《太上太極太虛上真人演太上靈寶威儀洞玄真一自然經訣上卷》1卷（今佚，殘篇見敦煌抄本）
- 5．《太極真人敷靈寶文齋戒威儀諸要解經訣下》1卷（今本《太極真人敷靈寶文齋戒威儀諸經要訣》）
- 6．《太上消魔寶身安志智慧本願大戒上品》1卷（今本《太上洞玄靈寶智慧本願大戒上品經》）
- 7-8．《太極左仙公請問經》上下2卷（上卷今佚，殘篇見敦煌抄本；下卷今本《太上洞玄靈寶本行宿緣經》）
- 9．《仙公請問本行因緣眾聖難》1卷（今本《太上洞玄靈寶本行因緣經》）
- 10．《太極左仙公神仙本起內傳》1卷（今佚）
- 11．《太極左仙公起居經》1卷（今佚）

## 思想
靈寶經的中心思想是救世度人，大都假託元始天尊出法度人。靈寶經最核心的信仰，是一些類似篆文的符圖，稱為「真文」、「天文」或「天書」。「真文」是「道」的本體和表現形式，既是宇宙萬化之源，又是道經以及所有經法科教的本源。《靈寶五符》、《靈寶赤書五篇真文》及《度人經》中都摹畫了「真文」。葛巢甫靈寶經整合了東晉時散漫的道教，創立道教最高神元始天尊，他演化「真文」以示天界諸神。天寶君、靈寶君、神寶君三神分別演化出上清經、靈寶經、三皇文，合稱三洞經書。

### 吸收佛教
葛巢甫靈寶經深受東吳時支謙等人所譯大乘佛教經籍和康僧會譯《六度集經》的影響，大量借鑒和吸收佛教。靈寶經救世度人的概念直接源於支謙翻譯的《阿彌陀經》；《自然五稱文》（《真一五稱經》 ）記十方佛名，則直接借用支謙譯《佛說菩薩本業經》。靈寶經借鑒大乘佛教菩薩戒十戒，在《仙公請問經》編訂道教的十戒。靈寶經也沿用佛教的三世、輪迴和因果報應說。靈寶經認為佛教是元始天尊教法的一個分支，地位低於靈寶經，而靈寶經亦可傳授給僧人，要佛教徒歸皈靈寶經。由於靈寶經中有大量佛教術語，往往被視為剽竊、抄襲，在南北朝後期和唐代成為佛教批評的主要對象。

## 科儀
東晉後期的靈寶經繼承天師道的齋法科儀，發展出靈寶經的齋醮科儀，如《太極真人敷靈寶齋戒威儀諸經要訣》詳記傳授靈寶經的儀式。靈寶科儀經陸修靜的整理，構成中古道教齋法主流，直到今天道士仍運用沿自靈寶經的儀式。

## 後世刪改
東晉後期的靈寶經一面強調靈寶經高於佛法，一面表明佛教也是「元始天尊教法」的一支，勸人亦須禮敬佛法和沙門。在南北朝末期和唐初的佛道之爭中，佛門中人斷章取義地徵引靈寶經，聲稱道經也教人皈依佛門，以攻擊道教。自南北朝末期起，道士逐漸刪改靈寶經中推崇僧人和佛教的文句，以免屈居人下。因此敦煌抄本中的靈寶經殘篇，部份涉及佛教的文句與現存《正統道藏》中相應道經的段落有所不同。

## 注譯
1. ↑  王明：《抱朴子內篇校釋》（北京：中華書局，1985），頁229。
2. ↑  王承文：《敦煌古靈寶經與晉唐道教》（北京：中華書局，2002），頁17-18。
3. ↑  窪德忠著，蕭坤華譯：《道教史》（上海：上海譯文出版社，1987），頁143-144。
4. ↑  謝世維：《天界之文：魏晉南北朝靈寶經典研究》（台北：台灣商務印書館股份有限公司，2010），〈聖典與傳譯：道教經典中的「翻譯」〉，頁63-124。
5. ↑  謝世維：《天界之文》，〈系譜與融合：太極五真人頌〉，頁167-212。
6. ↑  大淵忍爾著，劉波譯：〈論古靈寶經〉，《道家文化研究》，13 (1998)，頁485-506；王卡：〈敦煌道經校讀三則〉，《道家文化研究》，13 (1998)，頁119-128。
7. ↑  謝世維：《天界之文》，〈聖典與傳譯〉，頁99-115。
8. ↑  王承文：《敦煌古靈寶經與晉唐道教》，頁159-242。
9. ↑  王承文：《敦煌古靈寶經與晉唐道教》，頁49-82。
10. ↑  王承文：《敦煌古靈寶經與晉唐道教》，頁33-35。
11. ↑  《台灣大百科全書》，謝聰輝：「靈寶派 （页面存档备份，存于）」。
12. ↑  王承文：《敦煌古靈寶經與晉唐道教》，頁82-84。